# Florence Eshalomi
Florence Dauta Eshalomi (née Nosegbe; le 18 septembre 1980) est une femme politique britannique qui est députée de Vauxhall depuis 2019. Membre des partis travailliste et coopératif, elle est membre de l'Assemblée de Londres (AM) pour Lambeth et Southwark depuis 2016. De 2006 à 2018, elle est conseillère locale, représentant le quartier de Brixton Hill au Lambeth London Borough Council.

## Jeunesse
Née Florence Nosegbe, elle réside à Brixton et est l'aînée de trois filles d'une famille monoparentale. Sa mère travaille comme institutrice jusqu'à ce que sa maladie l'oblige à prendre sa retraite prématurément. Elle soutient sa mère, qui souffrait d'anémie falciforme et d'insuffisance rénale, en tant que soignante.
Eshalomi fréquente les écoles locales de Lambeth, notamment Durand Primary (maintenant Van Gogh) et St Helen's RC Primary School et Bishop Thomas Grant Secondary School. Elle termine ses A-Levels au St Francis Xavier Sixth Form College à Clapham South. Elle est la première de sa famille à aller à l'université, obtenant un baccalauréat spécialisé en études politiques et internationales avec droit de l'Université du Middlesex. Elle bénéficie du programme d'échange d'étudiants Erasmus financé par l'UE et a l'opportunité d'étudier à l'Université d'Utrecht aux Pays-Bas.
Eshalomi commence sa vie professionnelle à 16 ans au supermarché Sainsbury's de Clapham High Street. Elle s'investit en politique comme responsable régionale du Parti travailliste lors des élections générales de 2005 puis responsable des affaires publiques pour le principal groupe de réflexion sur l'égalité raciale du Royaume-Uni, le Runnymede Trust.

## Carrière politique
Avant de remporter son siège à l'Assemblée, elle travaille pour l'agence de relations publiques Four Communications en tant que responsable de compte pour les affaires publiques.
Eshalomi est conseillère locale de Brixton Hill au Lambeth London Borough Council. Elle représente le quartier avec le futur député travailliste Steve Reed (homme politique).
Eshalomi est déjà membre du Conseil de la stratégie de progrès. En 2016, le Times rapporte que «l'une des factions les plus militantes de Momentum » prévoyait de perturber un événement organisé pour soutenir la candidature d'Eshalomi à l'Assemblée de Londres. Des députés dont Chuka Umunna, Ben Bradshaw et Stella Creasy critiquent le projet, et un porte-parole de Momentum déclare que le piquet était organisé par un groupe séparé et que " Momentum est entièrement derrière la campagne de Flo.". Lors de l'élection à la direction de 2015, Eshalomi soutient Liz Kendall pour qu'elle devienne chef du Parti travailliste.
Eshalomi est élue à l'Assemblée de Londres le 5 mai 2016 avec une majorité de 62 243 voix sur le candidat du Parti conservateur Robert Flint. Elle est porte-parole principale du London Assembly Labour Group sur les questions de transport et présidente actuelle du London Assembly Transport Committee.
En tant que membre de l'Assemblée, Eshalomi fait campagne sur des questions telles que le crime de gang et la fermeture du poste de police de Kennington.
Eshalomi est sélectionnée comme candidate travailliste pour la circonscription parlementaire de Vauxhall le 27 octobre 2019, après que Kate Hoey, députée depuis 30 ans, ait annoncé qu'elle ne se présenterait plus comme candidate du parti travailliste dans la circonscription. Elle remporte le siège avec une majorité travailliste légèrement réduite mais toujours forte de 19 612 voix.
Eshalomi et ses collègues députées noires ont souvent été confondues depuis leur entrée au parlement, Eshalomi elle-même étant confondue deux fois avec des collègues noires au cours des neuf mois qui ont suivi son élection. Eshalomi déclare à propos des erreurs d'identification que "la fréquence est inquiétante et se prête à une vision raciste paresseuse selon laquelle tous les Noirs se ressemblent". Eshalomi a été identifiée à tort comme Taiwo Owatemi par la BBC et un collègue député a couru vers elle en pensant qu'elle était Kate Osamor. Pendant le temps d'Eshalomi à l'Assemblée de Londres elle a été confondue avec Kemi Badenoch, alors membre de l'Assemblée.

## Vie privée
Eshalomi est mariée à Matthew et ils ont deux enfants, Mia et Malachi, tous deux nés à l'hôpital St Thomas.
Eshalomi est paroissienne à l'église Notre-Dame du Rosaire, Brixton. Elle est d'origine nigériane.